# Cap San Diego

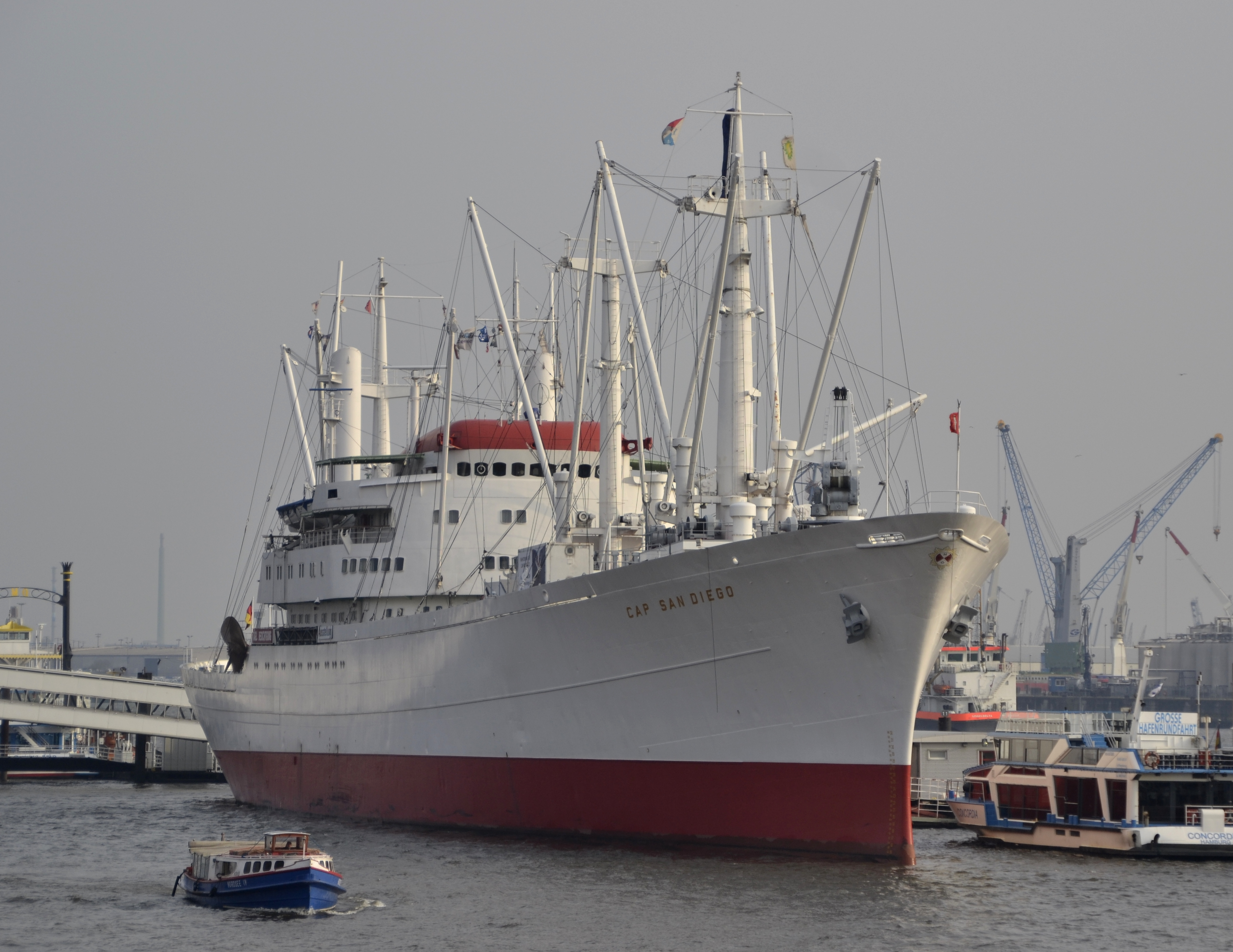
Amburgo: la Cap San Diego

La Cap San Diego è una nave mercantile tedesca costruita nel 1961 e dal 1988 trasformata in nave-museo presso i St. Pauli-Landungsbrücken nel quartiere St. Pauli di Amburgo. Ultima rimasta di una serie di sei mercantili costruiti presso la compagnia armatrice Hamburg Süd e un tempo impegnata in viaggi oltreoceano, rappresenta ora la più grande nave civile adibita a museo del mondo.

## Descrizione
La Cap San Diego misura 159,40 metri in lunghezza e ha una larghezza media 21,47 metri. Il suo peso è di 6.700 tonnellate.
|  |

## Storia
La costruzione della Cap San Diego fu portata a termine presso la Hamburg – Südamerikanische Dampfschiffahrts - Gesellschaft Eggert & Amsinck (o Hamburg Süd) il 15 dicembre 1961 , dopo 5 mesi di lavori.
Il periodo di prova della nave terminò il 29 marzo 1962 presso il porto di Cuxhaven.
Il giorno seguente, ebbe inizio il viaggio inaugurale della Cap San Diego. Nel corso di quel viaggio il mercantile fece sosta presso i porti di Montréal, Baltimora, Recife, Rio de Janeiro, Santos, Buenos Aires, Anversa e Rotterdam, prima di fare ritorno ad Amburgo.
Dopo aver compiuto 120 viaggi tra Europa e le coste sud-orientali del Sud America della durata media di 60 giorni, il 15 dicembre 1981, la Cap San Diego venne ceduta alla compagnia spagnola Ybarra.  Da quel momento, la nave batté bandiera panamense.
Nella primavera del 1986, il mercantile fu ceduto alla Multitrade Shipping Inc., di Monrovia, e la nuova nave, ora battente bandiera di Saint Vincent e Grenadine, fu cambiato in Sangria.
Qualche mese dopo però, segnatamente il 12 agosto 1986, la nave fu comprata dalla città di Amburgo e il 31 ottobre dello stesso anno compì un viaggio lungo il fiume Elba con a bordo 70 volontari e 200 ospiti.
A partire dal 6 maggio 1988, la proprietà della Cap San Diego iniziò ad essere gestita dalla fondazione Hamburger Admiralität, che la destinò a scopi museali.
Nella primavera dell'anno seguente, iniziarono lavori di restauro ad opera della ditta Ökotech e.V.